# Frecce Tricolori
Los Frecce Tricolori (en español: «Flechas Tricolores»), oficialmente conocidos como 313° Gruppo Addestramento Acrobatico o Pattuglia Acrobatica Nazionale (PAN, Patrulla Acrobática Nacional) Frecce Tricolori, son el escuadrón de vuelo acrobático de la Fuerza Aérea Italiana. Tienen su sede en la Base Aérea de Rivolto, en la región noreste italiana de Friul, Codroipo. Es uno de los equipos acrobáticos más prestigiosos y preparados del mundo.
Esta patrulla acrobática se formó en el año 1961 como el equipo oficial de la fuerza aérea, reemplazando a un gran número de equipos no oficiales que habían sido respaldados desde finales de los años 20.
El equipo acrobático utiliza un total de 9 aeronaves y un solista, con lo cual los Frecce Tricolori son la patrulla acrobática con mayor número de aeronaves del mundo. El equipo vuela el Aermacchi MB-339-A/PAN, un avión de entrenamiento biplaza capaz de volar a 898 km/h al nivel del mar.

## Historia

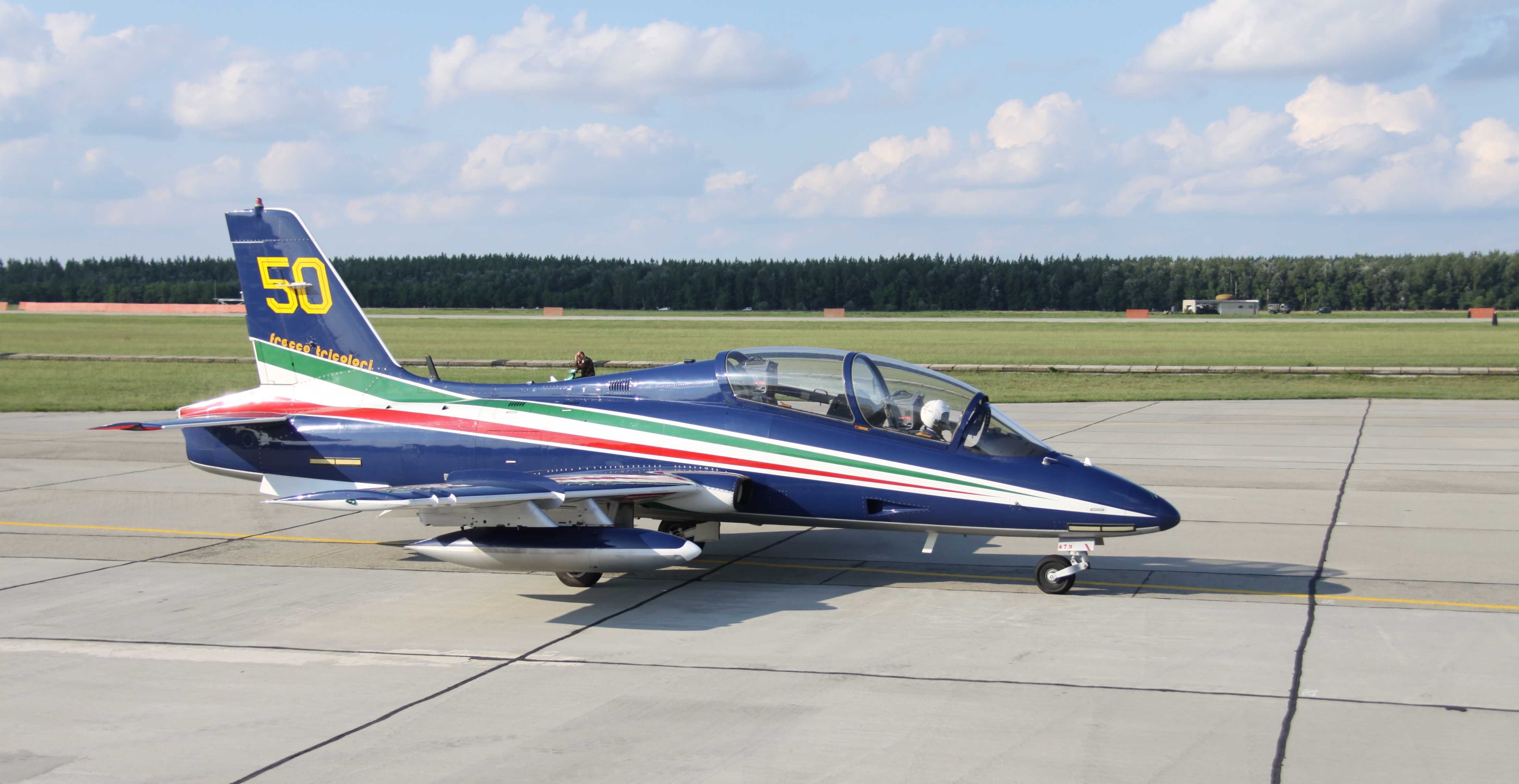
MB-339 PAN de los Frecce Tricolori.

Los Frecce Tricolori no fue la primera escuadrilla de vuelo acrobático de la Aeronautica Militare Italiana: la acrobacia militar en grupo en Italia empezó en Campoformido, base del Ala N.º 1, a finales de los años 20, bajo la supervisión del coronel Rino Corso Fougier. Fue precisamente Fougier quien tuvo la idea en 1928 de que incorporar el vuelo acrobático como parte esencial del entrenamiento del piloto militar para así lograr el dominio, la sensibilidad y la coordinación en cualquier actitud de vuelo. Fougier defendía que esto llevaría a que los pilotos lograran la máxima eficacia en el uso militar del avión. La primera formación se componía de cinco Fiat C.R.20. El 8 de junio de 1930 durante su primera exhibición aérea, llamada Giornata dell'Ala, la patrulla presenta la figura bomba que es muy similar a la versión actual. En 1932 la escuadrilla se equipa de aviones Breda Ba.19, en 1934 de Fiat C.R.30 y en 1936 de Fiat CR-32. La patrulla fue disuelta con el estallido de la Segunda Guerra Mundial.
Tras el conflicto bélico se sucedieron diversas patrullas acrobáticas:
- 1950-1952 Cavallino Rampante, de la brigada IV, en aviones De Havilland Vampire
- 1953-1955 Getti Tonanti, de la brigada V, en aviones Republic F-84 Thunderjet.
- 1955-1956 Tigri Bianche, de la brigada 51, en aviones Republic F-84 Thunderjet.
- 1956-1957 Cavallino Rampante, de la brigada IV, en aviones F-86 Sabre
- 1956-1957 Lancieri Neri, de la brigada II, en aviones F-86 Sabre.
- 1957-1959 Diavoli Rossi, de la brigada VI, en aviones Republic F-84F Thunderstreak.
- 1959-1960 Getti Tonanti, de la brigada V, en aviones Republic F-84F Thunderstreak.

El éxito de estos equipos a lo largo de los años y la popularidad que lograron convenció a la Fuerza Aérea Italiana para gestionar mejor los aviones y sus pilotos. Finalmente, en 1961, la jefatura de la Fuerza Aérea Italiana decidió formar una única patrulla acrobática, la Pattuglia Acrobática Nazionale (Patrulla Acrobática Nacional), con los mejores hombres y las mejores aeronaves disponibles. De ese modo, la patrulla utiliza desde su inicio los F-86 Sabre que en 1963 fueron cambiados por los Fiat G.91 R/PAN. Desde 1982, utilizan los Aermacchi MB-339 PAN.
El 1 de mayo de 1961 realizaron su primera exhibición aérea, con seis F-86 equipados con generadores de humo y pintados con una librea azul oscuro, con un rombo más claro que contenía una espada negra en los laterales del fuselaje. El año siguiente se aplicó la librea azul con las tres flechas (verde, blanca y roja) y el número de cola amarillo, lo que dio lugar al nombre Frecce Tricolori.
En 1966, el solo se añadió a la formación, y se convirtió así en el único equipo acrobático del mundo que volaba con diez aviones.
El 28 de agosto de 1988, los Frecce Tricolori se vieron envueltos en el desastre aéreo de Ramstein, en el cual 70 personas perdieron la vida.
Durante la temporada de acrobacia aérea del año 2000, los Frecce Tricolori alcanzaron las 50 000 horas de vuelo en el Aermacchi MB-339.

## Premios
En 2005 ganaron el premio a la mejor exhibición aérea en el Royal International Air Tattoo en Fairford (Inglaterra), y el Príncipe Faysal ibn al-Husayn de Jordania ha entregado a las Frecce Tricolori el prestigioso premio The King Hussein Memorial Sword, la espada símbolo del su país asignada a la mejor exhibición aérea. Además obtuvieron, por primera vez en la historia para una unidad no perteneciente a la Federación Rusa, la Medalla Rusa de Plata al Mérito Aeronáutico.

## Aviones utilizados
| Avión                | Número | Periodo           |
| -------------------- | ------ | ----------------- |
| Canadair F-86E Sabre | ¿?     | 1961 — 1963       |
| Fiat G.91 PAN        | ¿?     | 1964 — 1981       |
| Aermacchi MB-339 PAN | 10     | 1982 — actualidad |

En 1963 se recibió el G.91PAN, variante especialmente modificada del Fiat G.91. Por primera vez desde la guerra un equipo acrobático italiano recibía aviones de fabricación italiana.
Los Frecce Tricolori utilizan actualmente la versión denominada MB-339 PAN. Las modificaciones son clave para las exhibiciones aéreas: instalación de un sistema de humo y la retirada de los tanques de punta de la. Los tanques pueden volver a instalarse para vuelos  de largo alcance, como el salto transatlántico de 2024.
Según rumores se podrían comprar hasta 15 M-346 para reequipar a los Frecce Tricolori y reemplazarte los MB-339. Actualmente italia negocia de la compra conjunta de M-346 con Austria.

## Galería de imágenes

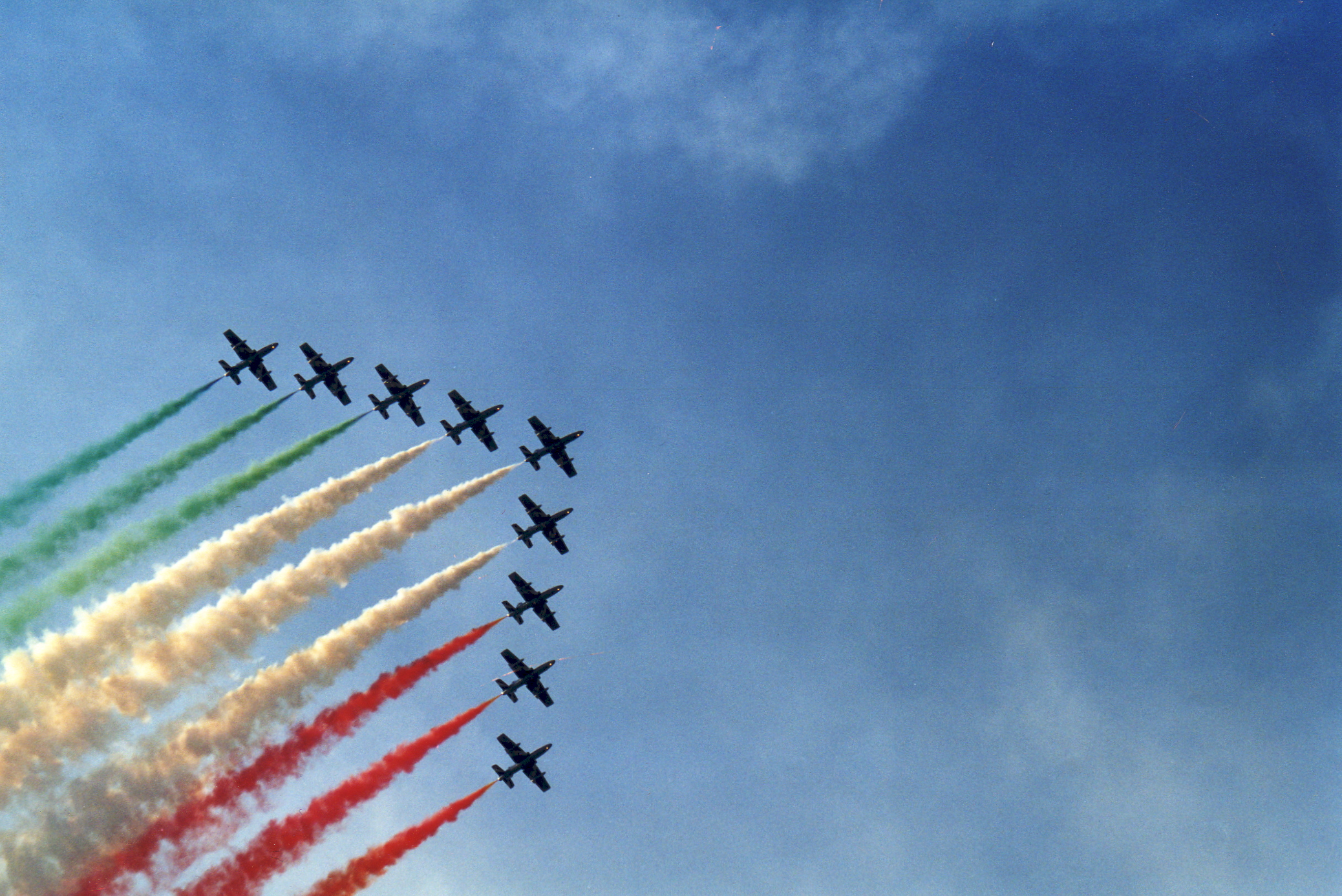
Rivolto
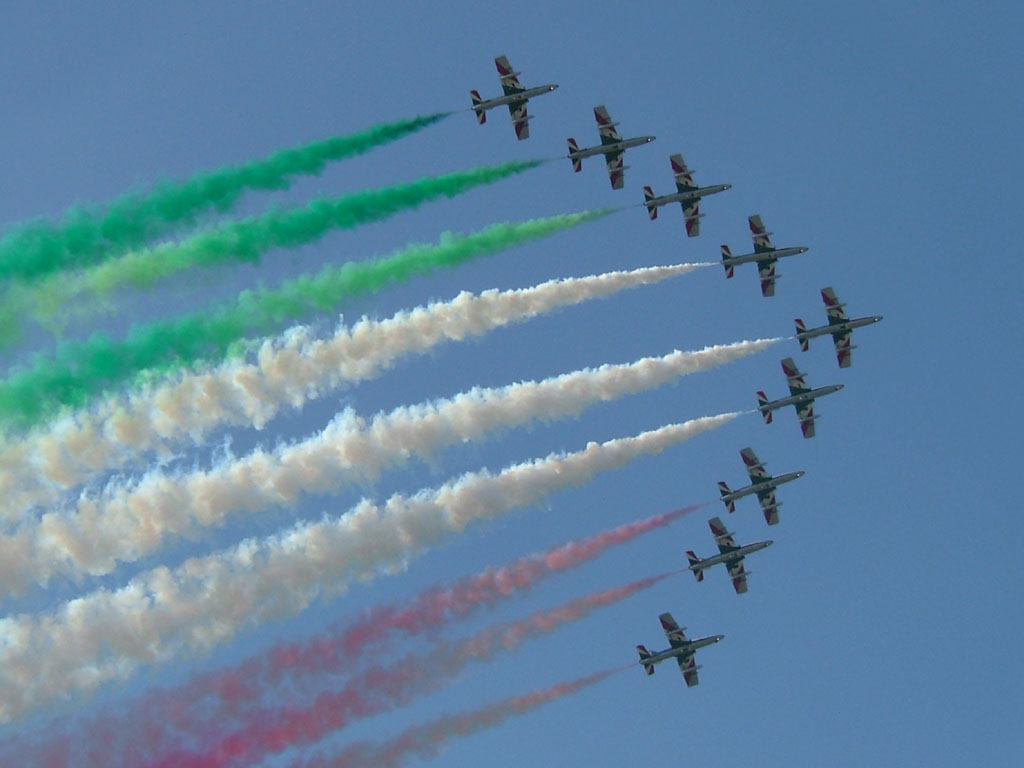
RIAT, Inglaterra, 2005
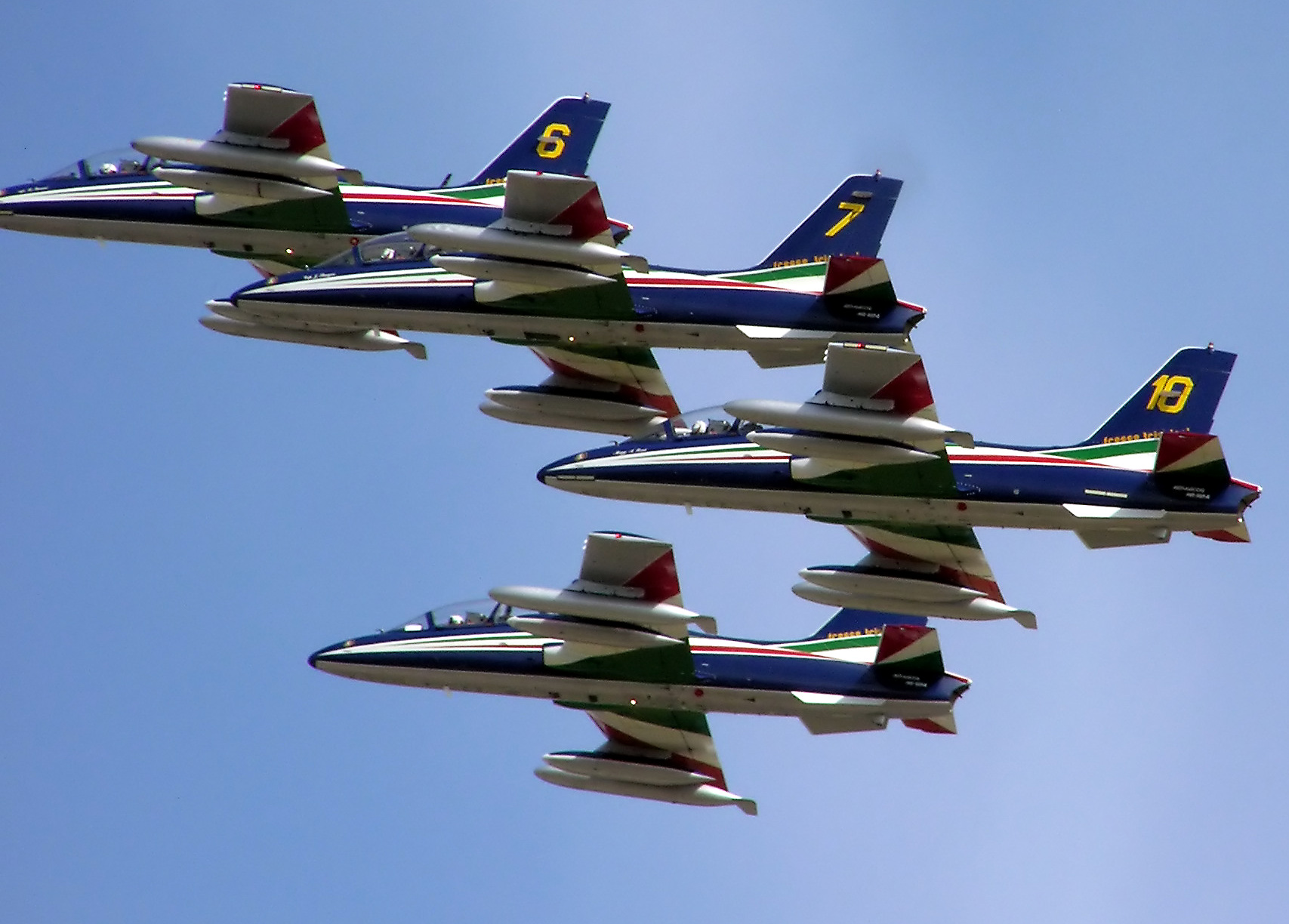
RIAT, 2005
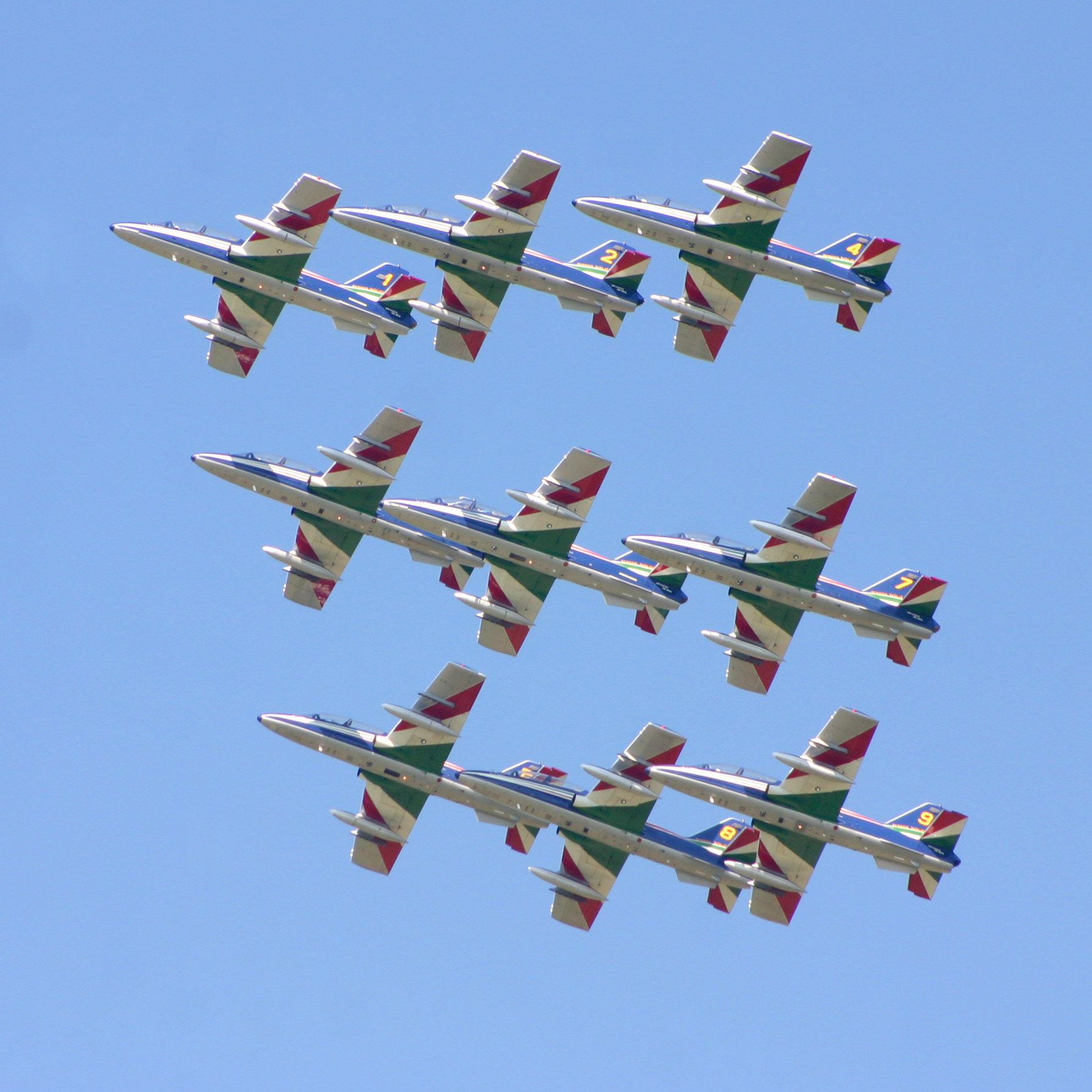
Air 04, Payerne, Suiza
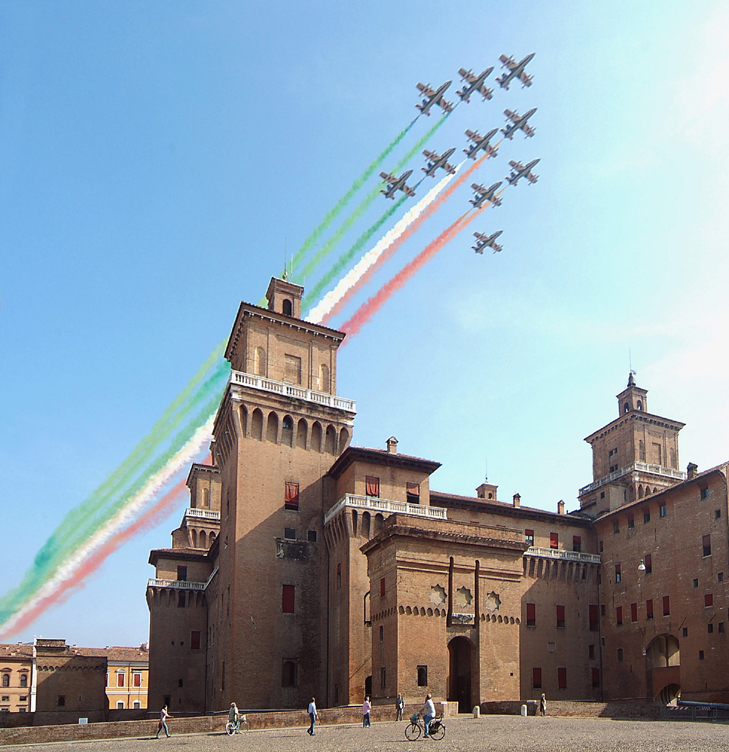
Castillo Estense, Ferrara, Italia
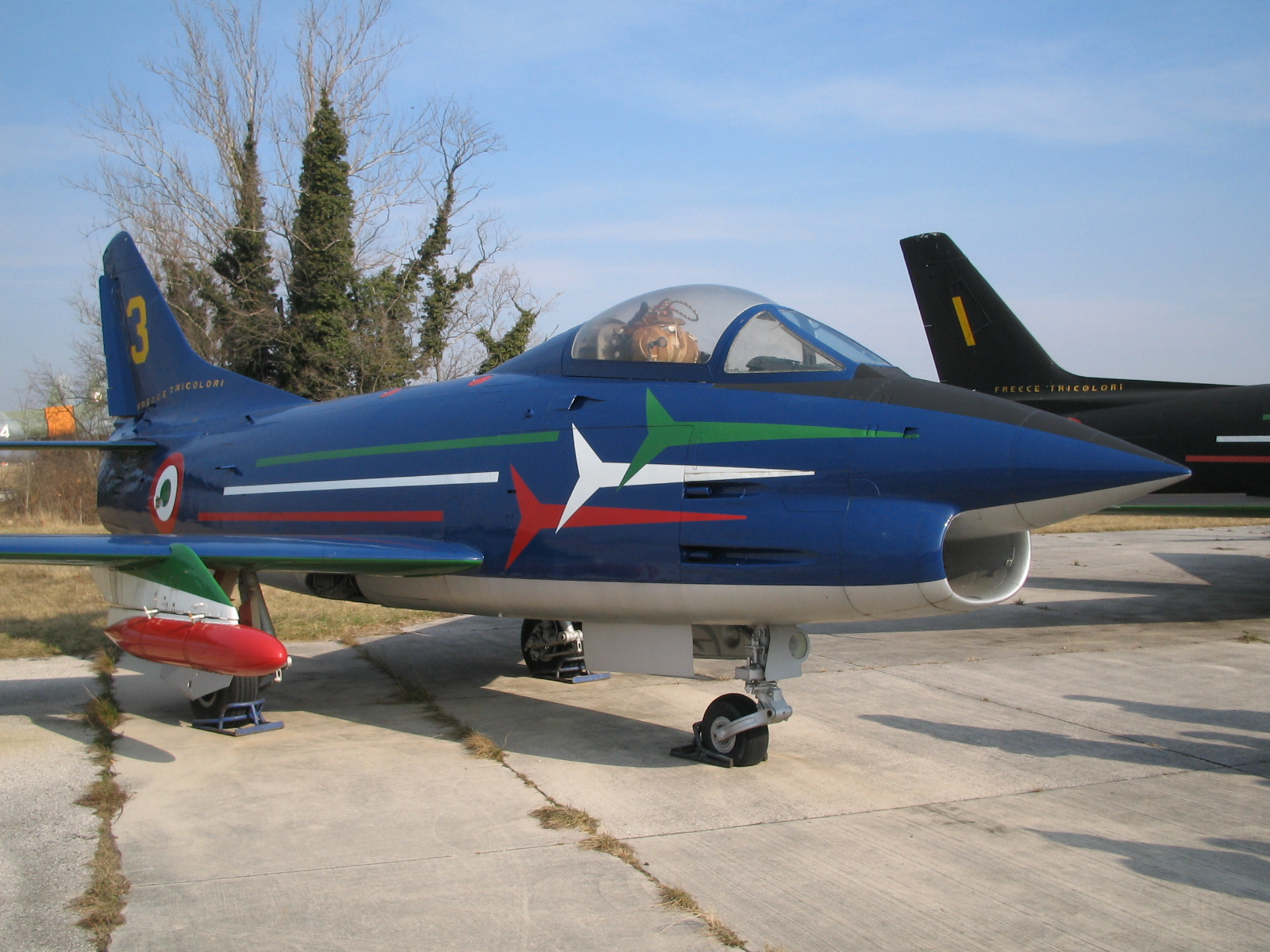
Fiat G.91 PAN
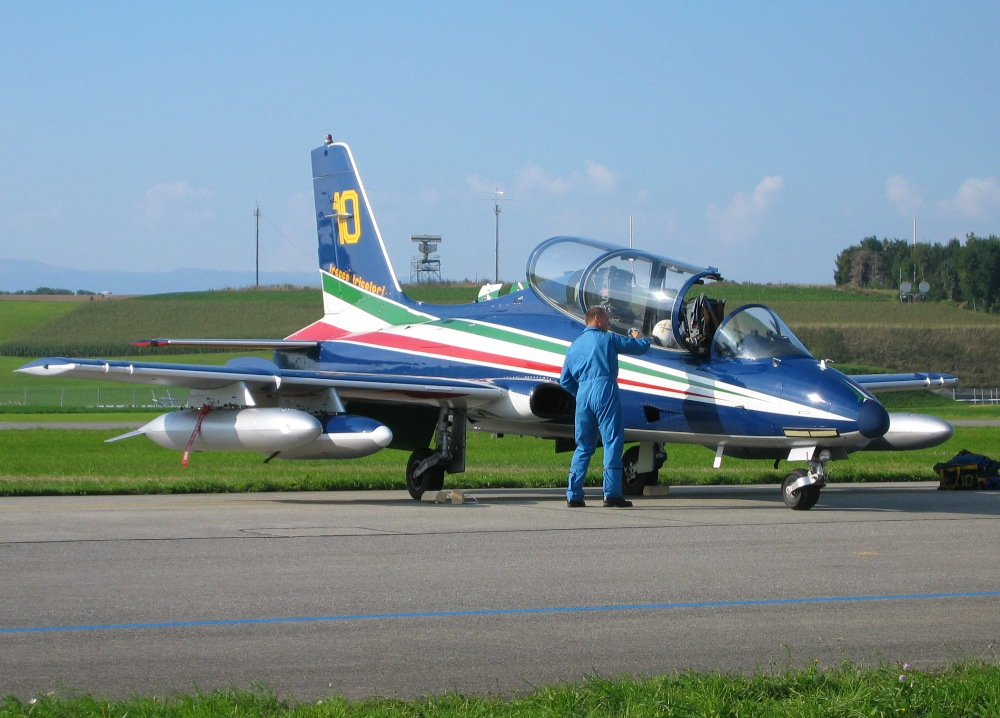
Aermacchi MB-339 PAN